# Bulloo Developmental Road
Die Bulloo Developmental Road ist eine Fernverkehrsstraße im Südwesten des australischen Bundesstaates Queensland. Sie verläuft in West-Ost-Richtung und hat eine Länge von 319 km. Sie ist die Fortsetzung des Balonne Highway nach Westen und verbindet den Mitchell Highway in Cunnamulla mit der Wilson River bei Nockatunga. Auf seiner gesamten Länge wird die Straße auch Adventure Way genannt. Der Adventure Way setzt sich vom Ende der Bulloo Developmental Road nach Westen bis über die Staatsgrenze nach South Australia fort.

## Verlauf
Die Bulloo Developmental Road verlässt Cunnamulla nach Westen und überquert nacheinander die Flüsse Paroo River, Bulloo River und Wilson River.
Nach dem Überwinden der Grey Range endet die Straße am Nordwestufer des Wilson River beim Abzweig nach Nockatunga.
Der höchste Punkt im Verlauf des Highways liegt auf 218 m, der niedrigste auf 95 m.